# Thylacodes constrictor
Thylacodes constrictor is een slakkensoort uit de familie van de Vermetidae. De wetenschappelijke naam van de soort is voor het eerst geldig gepubliceerd in 1862 door Mörch.